# Kozlóvskaia
Kozlóvskaia (en rus: Козловская) és un poble de la República de Komi, a Rússia, segons el cens del 2010 tenia 43 habitants.